# ウォルドーフサラダ

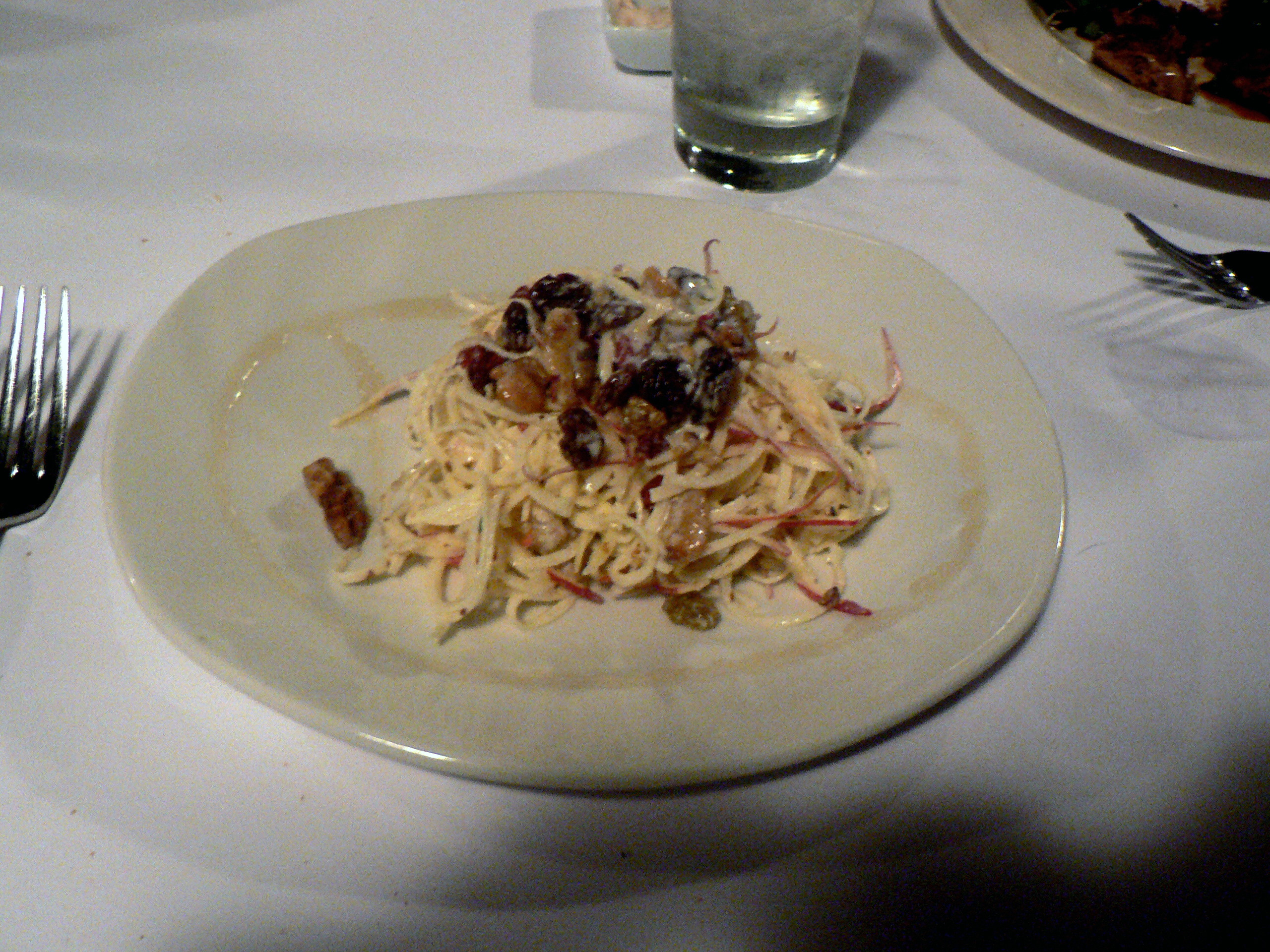
ウォルドーフサラダ

ウォルドーフサラダ（英: Waldorf salad）は、リンゴやナッツ（特に胡桃）、セロリ、マヨネーズ及びマヨネーズをベースに作られたドレッシングを用いて作られるサラダ。

## 歴史・概要
ウォルドーフサラダは、1893年頃にアメリカ合衆国ニューヨークにあったウォルドーフ・ホテル（1931年に開業したウォルドーフ・アストリア・ホテルの前身）で、史上初めて創られた。通例、ホテルの名物給仕長だったスイス出身のオスカー・チルキーが、このサラダのレシピを作った人物であると称えられることがあるにもかかわらず、実際に誰がこのサラダを作り出したのかについての話は依然論争が行われている。チルキーはまた、イングリッシュ・マフィンを使用した料理「エッグベネディクト」など、ウォルドーフ・ホテルで作られていた他の料理のレシピに関しても、自身が創作したものであると主張した（他には1920年代にチェーン店としてスタートし、会社のロゴがリンゴであった20世紀初期の軽食堂、「ウォルドーフ・ランチ・システム」が、ウォルドーフサラダのレシピを作り出したのではという説がある）。
1896年、ウォルドーフサラダはチルキーが著した書籍『The Cook Book by 'Oscar of the Waldorf（ウォルドーフのオスカーによる料理本）』に登場した。サラダはレタスの上にのせて出されるのが伝統である。また、ドライフルーツが添えられることもあり、これらは通例刻まれたナツメヤシの実やレーズン等である。

## レシピ
伝統的なウォルドーフサラダのレシピは以下の通り。
- 材料: カップ2分の1のマヨネーズ、茶さじ1杯の砂糖とレモン汁、茶さじ8分の1の塩、中サイズのリンゴ3個（芯を抜きサイコロ状に切ったもの）、刻んだ1カップ分のセロリ、カップ4分の1のレーズン（任意）と刻んだ半カップ分の胡桃
- 手順: 中くらいのボウルにマヨネーズ・砂糖・レモン汁と塩を入れて混ぜ合わせる。それらをリンゴとセロリ・レーズンと共にかき混ぜる。好みに合わせて冷やし、その後出す前に胡桃をまぶす。
- 時間: 準備におよそ8分、総調理時間でおよそ10分